# Milborne Port
Milborne Port est un village et une paroisse civile du Somerset, en Angleterre. Il est situé dans le sud-est du comté, à la frontière avec le Dorset, à quelques kilomètres à l'est de la ville de Sherborne.

## Toponymie
Les deux parties du nom du village sont d'origine vieil-anglaise. L'élément le plus ancien, Milborne, fait référence à un ruisseau (burna) sur lequel se trouve un moulin (myln). Il est attesté dès 880 sous la forme Mylenburnan. Dans le Domesday Book, compilé en 1086, le village est appelé Meleburne. 
L'élément Port n'est attesté qu'en 1249, sur un document où le village est appelé Milleburnport. En vieil anglais, port renvoie à une ville de marché.

## Démographie
Au recensement de 2011, la paroisse civile de Milborne Port comptait 2 802 habitants.